# Плућна циркулација крви
Плућна циркулација крви или мали крвоток (лат. Circulus anguinis minor) је део опште циркулације крви, поред великог крвотока. У њему долази до пречишћавања крви у плућима, која из венских капилара, венула, и уз помоћ шупљих вена иде у десну преткомору срца, а одатле улази у десну комору. Затим, крв иде натраг у плућа преко плућних артерија. Следи даље размена гасова у плућима, и преко плућних вена крв обогаћена кисеоником иде у леву преткомору срца. Захваљујући малом крвотоку, размена гасова у организму се врши стално и неометано.